# Maciejewo, Tỉnh West Pomeranian
Maciejewo [mat͡ɕɛˈjɛvɔ] (tiếng Đức: Matzdorf)  là một ngôi làng thuộc khu hành chính của Gmina Maszewo, thuộc hạt Goleniów, West Pomeranian Voivodeship, ở phía tây bắc Ba Lan. Nó nằm khoảng 10 kilômét (6 mi) phía tây bắc Maszewo, 13 km (8 mi) về phía đông của Goleniów và 33 km (21 mi) về phía đông bắc của thủ đô khu vực Szczecin.
Trước năm 1945, khu vực này là một phần của Đức. Đối với lịch sử của khu vực, xem Lịch sử của Pomerania.